# Protopopiatul Reformat Mureș
Protopopiatul Reformat Mureș (în maghiară Marosi Református Egyházmegye) este unul din cele șaisprezece protopopiate ale Bisericii Reformate din România, cu sediul în municipiul Târgu Mureș în Casa Teleki. Primul protopop al Mureșului a fost Máté Göcsi până la alegerea lui ca episcop în 1579.

## Istoric
Reforma Protestantă de influență elvețiană a câștigat teren și preoții participanți la sinodul ținut în noiembrie 1559 la Târgu Mureș au luat poziție în favoarea împărtășaniei reformate. Cu acest act a devenit evidentă împărțirea liniilor directoare luterană și elvețiană. Mai mult ca sigur că în această perioadă populația orașului și a zonei limitrofe era deja adeptă a principiilor reformate. Cu alegerea în funcția de episcop a lui Alesius Dénes (1571) a început procesul de organizare bisericească care, de fapt, a condus la formarea Protopopiatului Mureș. Episcopul luteran a dat dispoziții preoților aflați sub jurisdicția sa să se concentreze în capitle și să alege decani. Probabil că acum s-a înființat și capitlul din Târgu-Mureș, care a inclus majoritatea parohiilor fostei episcopii a Mureșului, respectiv parohiile reformate ale capitlului din Teaca.

Primul protopop al protopopiatului a fost Máté Göcsi. În anul 1579, a fost ales episcop. În anul 1641, parohiile aflate în comitatele Cluj și Turda s-au desprins din Protopopiatul Mureș și au înființat Protopopiatul Gurghiu. Până în 1641, în Matricula sunt trecute numele a cinci protopopi: Máté Göcsi, János Szilvási, János Batizi, Pál Kőrösi și István Tiszabecsi. Péter Borzási a fost primul protopop care a avut în subordine numai parohiile din scaun.

## Parohii
Protopopiatul Reformat Mureș este alcătuit de următoarele parohii:
- Acățari
- Bichiș
- Bogata
- Budiu Mic
- Cecălaca
- Cinta
- Cipău
- Cornești
- Crăciunești
- Cristești
- Cotuș
- Corunca
- Cuci
- Dileu Nou
- Dileu Vechi
- Găiești
- Gheorghe Doja
- Grindeni
- Gruișor
- Iștihaza
- Iernut
- Leordeni
- Livezeni
- Luduș
- Murgești
- Nicolești
- Ozd
- Ogra
- Roșiori
- Roteni
- Satu Nou
- Săcăreni
- Sânișor
- Sângeorgiu de Mureș
- Stejeriș
- Parohia Târgu Mureș I.
- Parohia Târgu Mureș II.
- Parohia Târgu Mureș VII.
- Parohia Târgu Mureș IX.
- Parohia Târgu Mureș X.
- Ungheni
- Valea Izvoarelor
- Vălenii